# Tara Donovan
Tara Donovan (née en 1969 à Flushing, New York) est une artiste américaine vivant et travaillant à Brooklyn (New York). Elle est connue pour son installation d'art in situ qui utilise des matériaux de tous les jours et dont la forme s'inscrit dans l'art génératif.
Elle réside à l’Atelier Calder à Saché de janvier à juin 2006